# NGC 4788
NGC 4788 ist eine 14,5 mag helle Linsenförmige Galaxie vom Hubble-Typ SB0/a im Sternbild Haar der Berenike am Nordsternhimmel. Sie ist schätzungsweise 287 Millionen Lichtjahre von der Milchstraße entfernt und hat einen Durchmesser von etwa 70.000 Lj. Die Galaxie ist Mitglied des Coma-Galaxienhaufens Abell 1656.
Im selben Himmelsareal befinden sich u. a. die Galaxien NGC 4787, NGC 4789, NGC 4797, IC 3900.
Das Objekt wurde am 23. April 1865 von Heinrich Louis d’Arrest entdeckt.